# Morphologie (biologie)
Pour les articles homonymes, voir Morphologie.
 (août 2023).
En biologie, la morphologie (du grec μορφή / morphḗ, « forme », avec le suffixe -logie, « discours ») est l'étude de la forme externe et de la structure des êtres vivants,.

## Histoire
La morphologie désigne initialement la recherche descriptive (en) étudiant la forme et l'aspect visuel de la structure externe d'un animal, d'une plante ou d'un organe. La morphologie se distingue ainsi de l'anatomie, qui s'intéresse à la structure interne. Cette science prend parfois une définition plus large, comprenant l'étude des structures externes, mais aussi internes.
Le naturaliste Johann Wolfgang von Goethe offre, dès 1807, une conceptualisation de la morphologie. Celle-ci s'inscrit dans son projet d'étude de la métamorphose des plantes.